# Casa Torre Likona
La Casa Torre Likona es un edificio medieval situado en la localidad vizcaína de Ondárroa en el País Vasco (España), ubicada en la calle mayor o Kale Andi de la villa y presenta rasgos característicos de las edificaciones señoriales de la Baja Edad Media.

## Descripción
Edificación exenta de forma cúbica y de aspecto sólido, con un desarrollo en vertical que alcanza los catorce metros en el lado Este y se reduce, debido a la pendiente del terreno sobre el que se asienta, a ocho metros en la parte del poniente. Se cubre con tejado a dos aguas. El espesor de sus muros es mayor en la zona inferior, disminuyendo con la altura. Se apareja en piedra caliza, fundamentalmente trabajada en mampostería. También se observa sillería en cercos de vanos y esquinales.
De aspecto cerrado, la distribución de sus vanos, en origen escasos, no es homogénea en sus distintas fachadas, siendo la más abierta la fachada principal. La torre se prolonga exteriormente hacia el Este mediante dos gruesas paredes, continuación de la planta baja del cubo.
Los huecos originales de esta torre han sido alterados, y se han practicado otros de moderna factura al convertirse sus tres alturas en cinco.

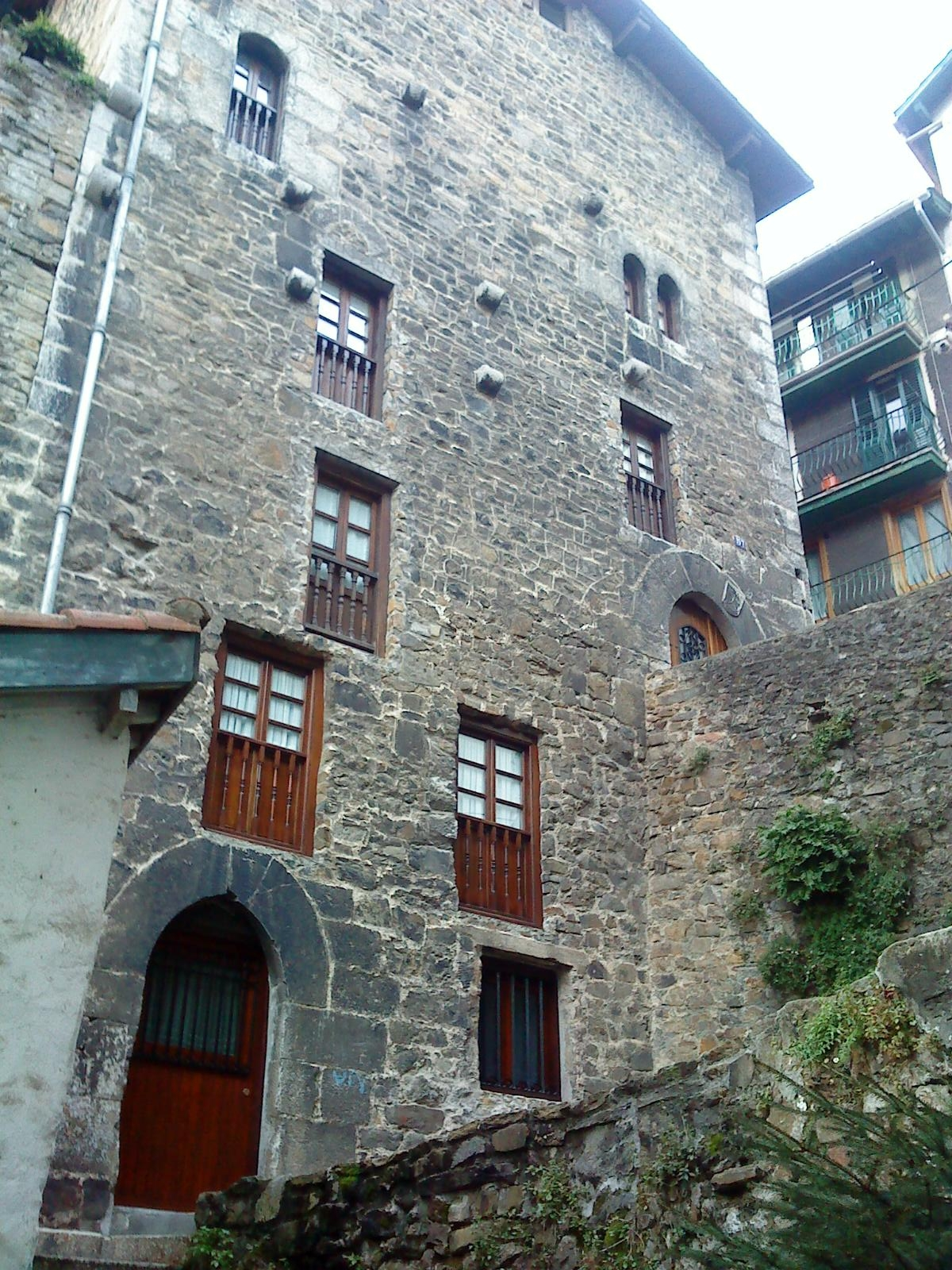
Fachada principal.

En la fachada principal se localizan dos accesos en arco apuntado, uno en la planta baja y otro en la tercera altura actual, el acceso principal, sobre el que se observan dos escudos.
La última altura, antigua planta noble, era la mejor iluminada, en ella se observan una ventana geminada apuntada, un balcón en arco escarzano hacia el Norte y sendos vanos góticos abalconados al Este y Sur, así como saeteras.
Las fachadas anterior y posterior conservan en esta altura (planta noble) algunas ménsulas.
Torre Likona se remata con camarote de nueva fábrica, sobre el que apoya el actual tejado.
En el interior se han producido fuertes reformas. El tabicaje se ha visto profundamente alterado como consecuencia de convertir las tres plantas originales en cinco.
Esta casa perteneció a la familia Licona. Aquí nació Martín García de Licona, abuelo paterno de Ignacio de Loyola, fundador de la Compañía de Jesús y es probable que en ella naciera también la madre de Ignacio, María Sánchez de Licona.